# داینا جین
داینا جین میلیکا ایلیسن هنسن (به انگلیسی: Dinah Jane Milika Ilaisaane Hansen) (زاده ۲۲ ژوئن ۱۹۹۷) خواننده آمریکایی است.
او عضو گروه فیفت هارمونی بود.

## تلویزیون
| سال       | نام             | نقش  | یادداشت                                    |
| --------- | --------------- | ---- | ------------------------------------------ |
| 2012–2013 | ایکس فاکتور     | خودش | 22 episodes (2012) Guest: 1 episode (2013) |
| 2018      | مسابقه لب خوانی | خودش | قسمت:فیفت هارمونی                          |
| 2018      | بعد از مهمانی   |      | فیلم نتفلیکس                               |